# Lyckad nedfrysning av herr Moro (CD-singel)
Lyckad nedfrysning av herr Moro är en CD-singel från 1995 med Galenskaparna och After Shave. Låtarna kommer från revyn med samma namn, Lyckad nedfrysning av herr Moro. Texterna skrevs som vanligt av Claes Eriksson, men nu till välkända jazzmelodier.

## Låtförteckning
1. Direktör (sång: Peter Rangmar, kör: Jan Rippe, Per Fritzell, Knut Agnred)
2. Effektivitet (dialog: Anders Eriksson och Peter Rangmar)
3. Före min tid (sång: Knut Agnred)